# Boykinia heucheriformis
Boykinia heucheriformis là một loài thực vật có hoa trong họ Saxifragaceae. Loài này được (Rydb.) Rosend. miêu tả khoa học đầu tiên năm 1906.